# Sundaroa transflava
Sundaroa transflava är en fjärilsart som beskrevs av Holloway 1976. Sundaroa transflava ingår i släktet Sundaroa och familjen tofsspinnare. Inga underarter finns listade i Catalogue of Life.